# Drosera glanduligera
Drosera glanduligera är en sileshårsväxtart som beskrevs av Johann Georg Christian Lehmann. Drosera glanduligera ingår i släktet sileshår, och familjen sileshårsväxter.
Artens utbredningsområde är Sydaustralien. Inga underarter finns listade i Catalogue of Life.

## Bildgalleri

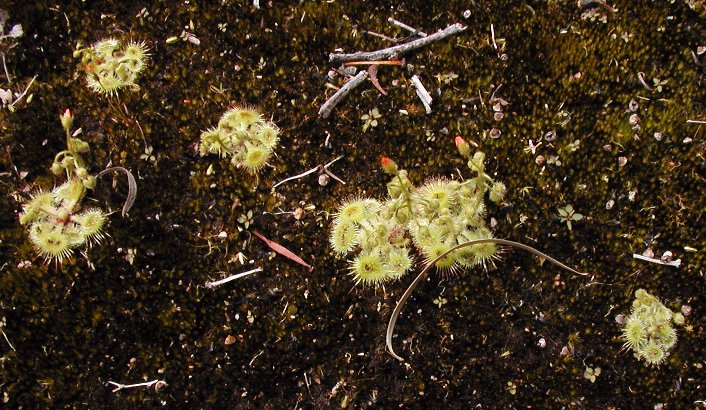
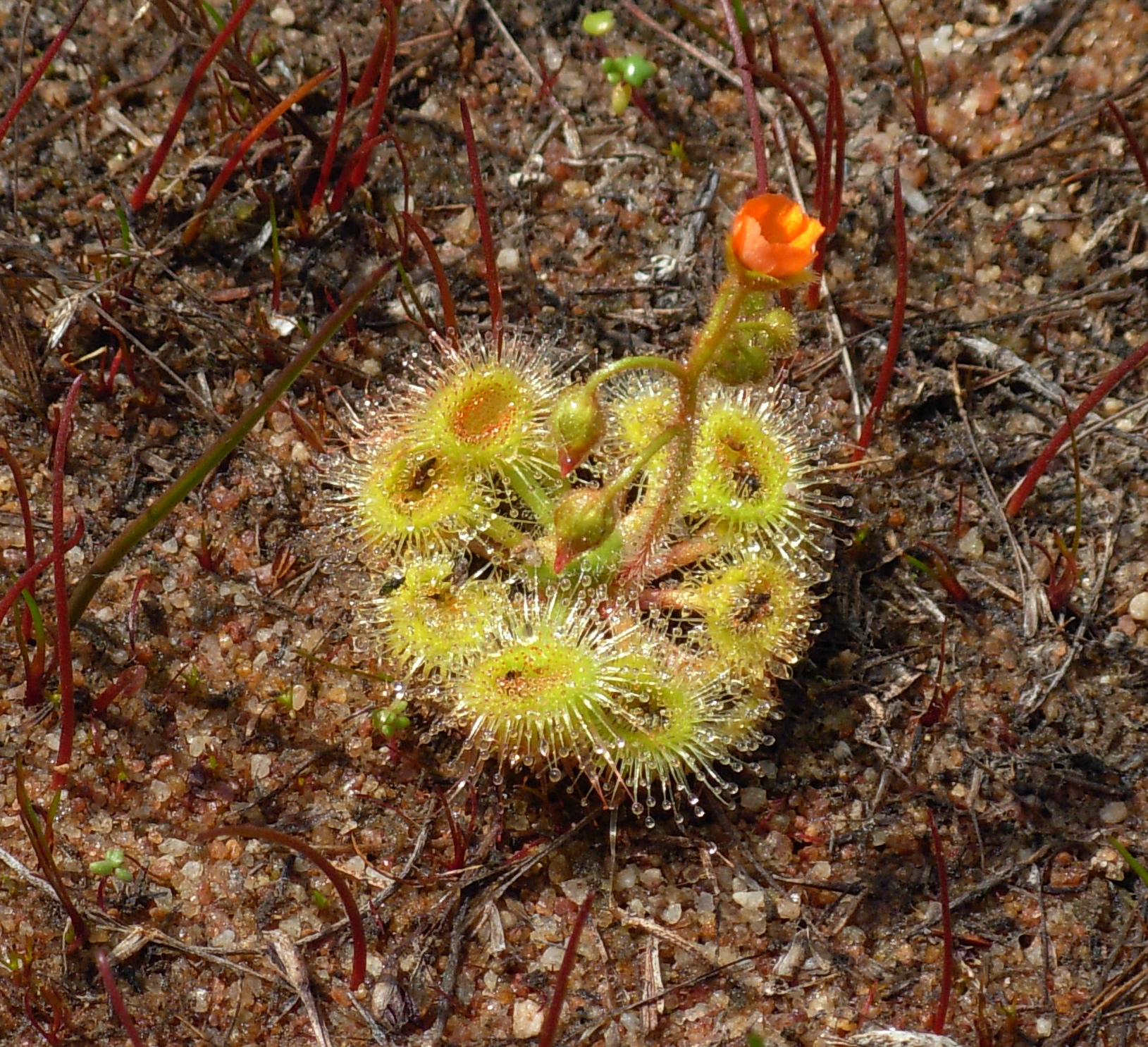